# С-1 (підводний човен СРСР)

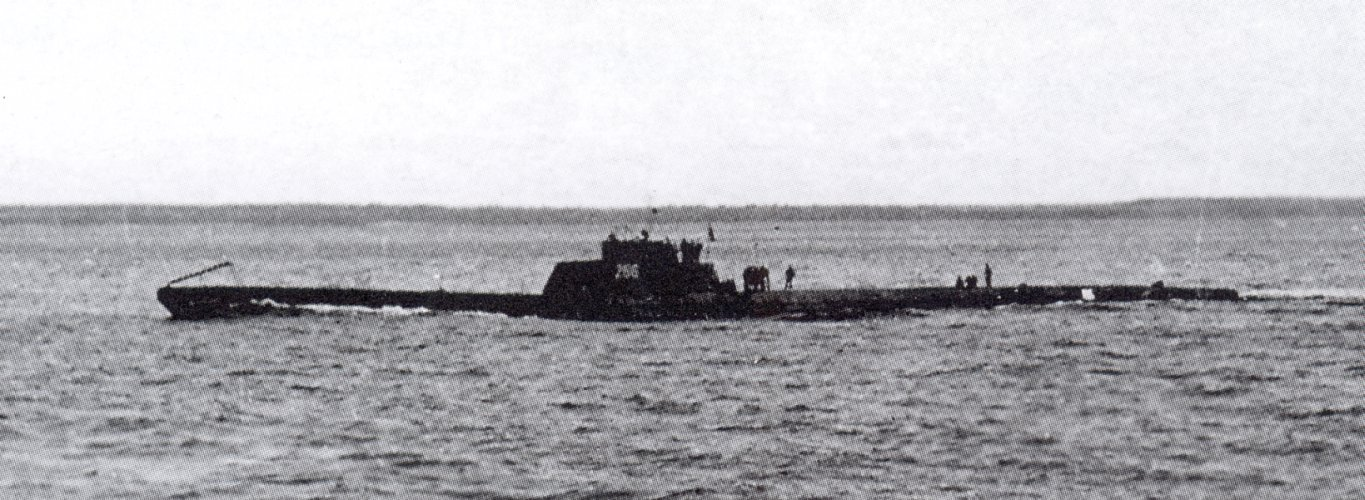
С-1 під час ходових випробувань. 1936

| С-1                                                                   | С-1 | С-1 |
| --------------------------------------------------------------------- | --- | --- |
|                                                                       | | |
|                                                                       | | |
| Схема підводного човна типу «Середня»                                 | | |
| Верф                                                                  | завод № 189, Ленінград | завод № 189, Ленінград |
| Під прапором                                                          | СРСР | СРСР |
| Належність                                                            | Військово-морський флот СРСР | Військово-морський флот СРСР |
| Порт приписки                                                         | Віндава | Віндава |
| Спуск на воду                                                         | 8 серпня 1935 | 8 серпня 1935 |
| Виведений зі складу флоту                                             | 23 вересня 1936 | 23 вересня 1936 |
| Сучасний статус                                                       | 23 червня 1941 року підірваний та затоплений екіпажем у порту Лібави; піднятий німцями та 7 серпня 1943 року затоплений біля Кіля під час підводних вибухових випробувань | 23 червня 1941 року підірваний та затоплений екіпажем у порту Лібави; піднятий німцями та 7 серпня 1943 року затоплений біля Кіля під час підводних вибухових випробувань |
| Бойовий досвід                                                        | «Зимова війна» Німецько-радянська війна * Кампанія на Балтійському морі                                                                                                   | «Зимова війна» Німецько-радянська війна * Кампанія на Балтійському морі                                                                                                   |
| Проєкт                                                                | | |
| Тип ПЧ                                                                | Середній торпедний ДПЧ | Середній торпедний ДПЧ |
| Основні характеристики                                                | | |
| Швидкість (надводна)                                                  | 19,5 вузлів (36,1 км/год) | 19,5 вузлів (36,1 км/год) |
| Швидкість (підводна)                                                  | 9,6 вузли (17,77 км/год) | 9,6 вузли (17,77 км/год) |
| Робоча глибина занурення                                              | 80 м | 80 м |
| Гранична глибина занурення                                            | 100 м | 100 м |
| Автономність плавання                                                 | 30 діб | 30 діб |
| Екіпаж                                                                | 45 осіб | 45 осіб |
| Розміри                                                               | | |
| Довжина найбільша (по КВЛ)                                            | 77,7 м | 77,7 м |
| Ширина корпусу найб.                                                  | 6,4 м | 6,4 м |
| Середня осадка (по КВЛ)                                               | 4,06 м | 4,06 м |
| Водотоннажність надводна                                              | 866,1 т | 866,1 т |
| Водотоннажність підводна                                              | 1107,8 т | 1107,8 т |
| Силова установка                                                      | | |
| дизель-електрична; 2 × дизельні двигуни 1Д 2 × електромотори ПГ-72/35 | | |
| Гвинти                                                                | 2 | 2 |
| Потужність                                                            | дизельні двигуни — 2 × 2 000 к. с. електромотори — 2 × 550 к.с. | дизельні двигуни — 2 × 2 000 к. с. електромотори — 2 × 550 к.с. |
| Озброєння                                                             | | |
| Торпедно- мінне озброєння                                             | 6 ТА калібру 533-мм (12 торпед) | 6 ТА калібру 533-мм (12 торпед) |
| ППО                                                                   | 1 × 100-мм/51 гармата Б-24 (200 снарядів) 1 × 45-мм напівавтоматична гармата 21-К (500 снарядів)                                                                          | 1 × 100-мм/51 гармата Б-24 (200 снарядів) 1 × 45-мм напівавтоматична гармата 21-К (500 снарядів)                                                                          |

С-1 — радянський дизель-електричний підводний човен типу «Середня» серії IX, що входив до складу Військово-морського флоту СРСР за часів Другої світової війни. Закладений 25 грудня 1934 року на верфі заводу № 189 в Ленінграді під заводським номером 266. 8 серпня 1935 року спущений на воду. 23 вересня 1936 року включений до складу Балтійського флоту.

## Історія служби
На початок радянсько-фінської війни С-1 проходив службу у складі 13-го дивізіону ПЧ Балтійського флоту з базуванням у Таллінні. 3-16 грудня 1939 року здійснив перший бойовий похід. 10 грудня човен помітив у Ботнічній затоці поблизу Порі і атакував одиночний транспорт — німецький пароплав «Больхайм» (3324 брт), який перевозив целюлозу. 16 грудня радянський човен благополучно повернувся в Лібаву.
З 22 грудня 1939 до 20 січня 1940 року С-1 здійснив другий бойовий похід у складних льодових умовах. За радянською інформацією під час цього походу його атакували два фінських гідролітаки «Юнкерс W 34», один з яких артилеристам вдалося збити (фінською стороною факт зіткнення не підтверджується). 20 січня 1940 року човен повернувся на базу.
7 лютого 1940 року човен нагородили орденом Червоного Прапора, а його командир Трипольський О. В. удостоєний звання Героя Радянського Союзу.
На початок німецько-радянської війни, 22 червня 1941 року, С-1 перебував на ремонті в Лібаві на заводі Тосмаре у складі 1-го дивізіону ПЧ КБФ. Ввечері 23 липня 1941 року, коли німці були вже на підступах до міста, С-1 вивели з доку, після чого підірвали силами екіпажу, який перейшов на ПЧ С-3, на якому перейшов до Таллінна.
Незабаром після окупації Лібави С-1 був піднятий німцями, і так як міцний корпус субмарини не отримав значних пошкоджень, його відбуксирували в Кіль, де Крігсмаріне використовували як дослідне судно. 7 серпня 1943 року в результаті ряду випробувань, в ході яких вивчався вплив глибинних бомб, корпус субмарини затонув.